# La Cartoucherie

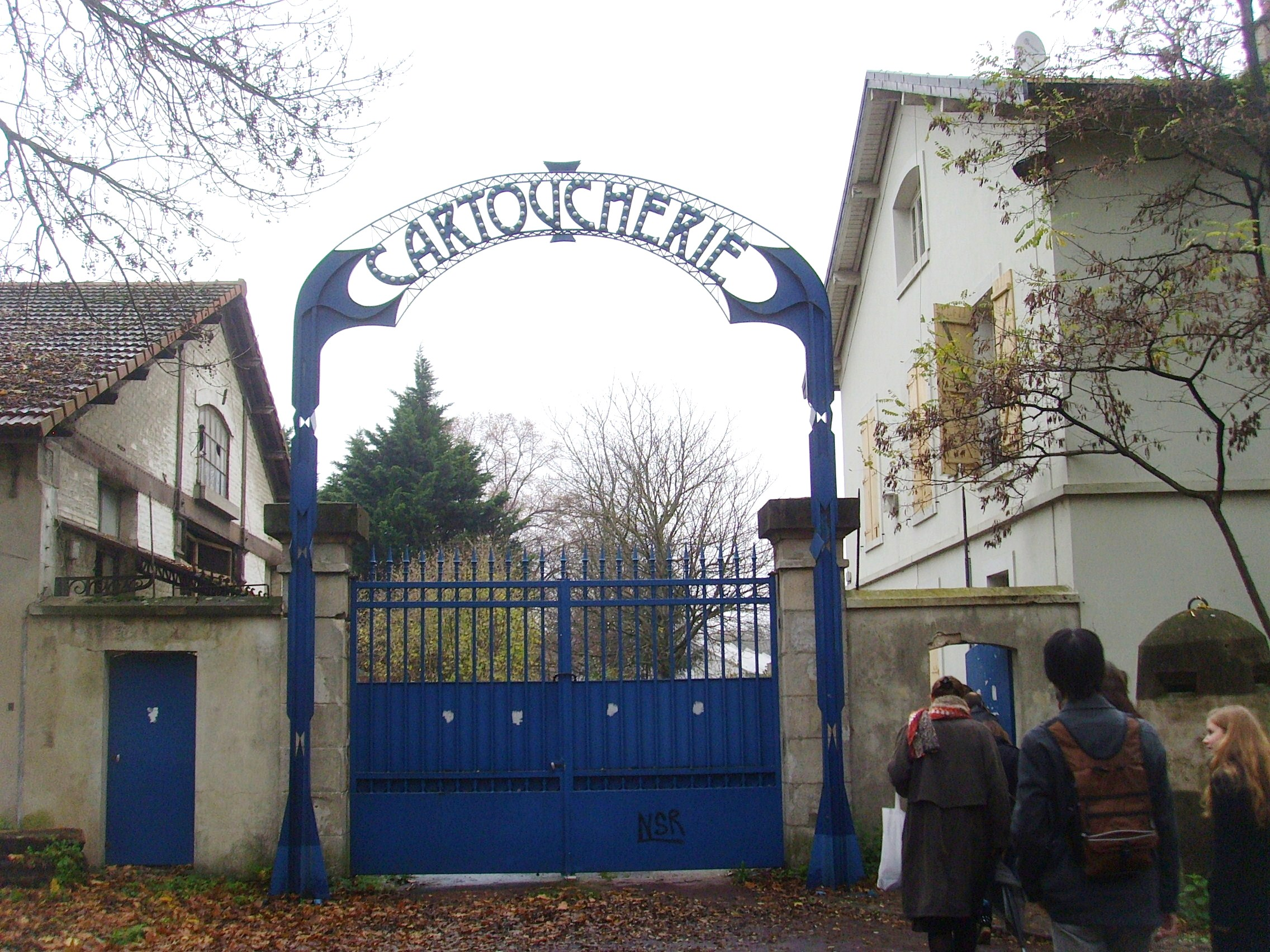
Eingang (2010)

La Cartoucherie ist ein Theaterkomplex auf dem Gelände einer ehemaligen Pulver- und Munitionsfabrik in Vincennes.
Die Gebäude im Bois de Vincennes dienten bis nach dem Zweiten Weltkrieg als Rüstungsbetrieb und wurden 1970 von der Regisseurin Ariane Mnouchkine als Theater für ihr 1964 gegründetes Kollektiv Théâtre du Soleil eröffnet. Seit 1972 befindet sich auch das Théâtre de l’Épée de Bois in der Cartoucherie. Von 1985 bis 2016 war Adrien Philippe war der Leiter des Théâtre de la Tempête à la Cartoucherie.

## Theater in derCatoucherie
Théâtre de l’Aquarium, Leitung: 

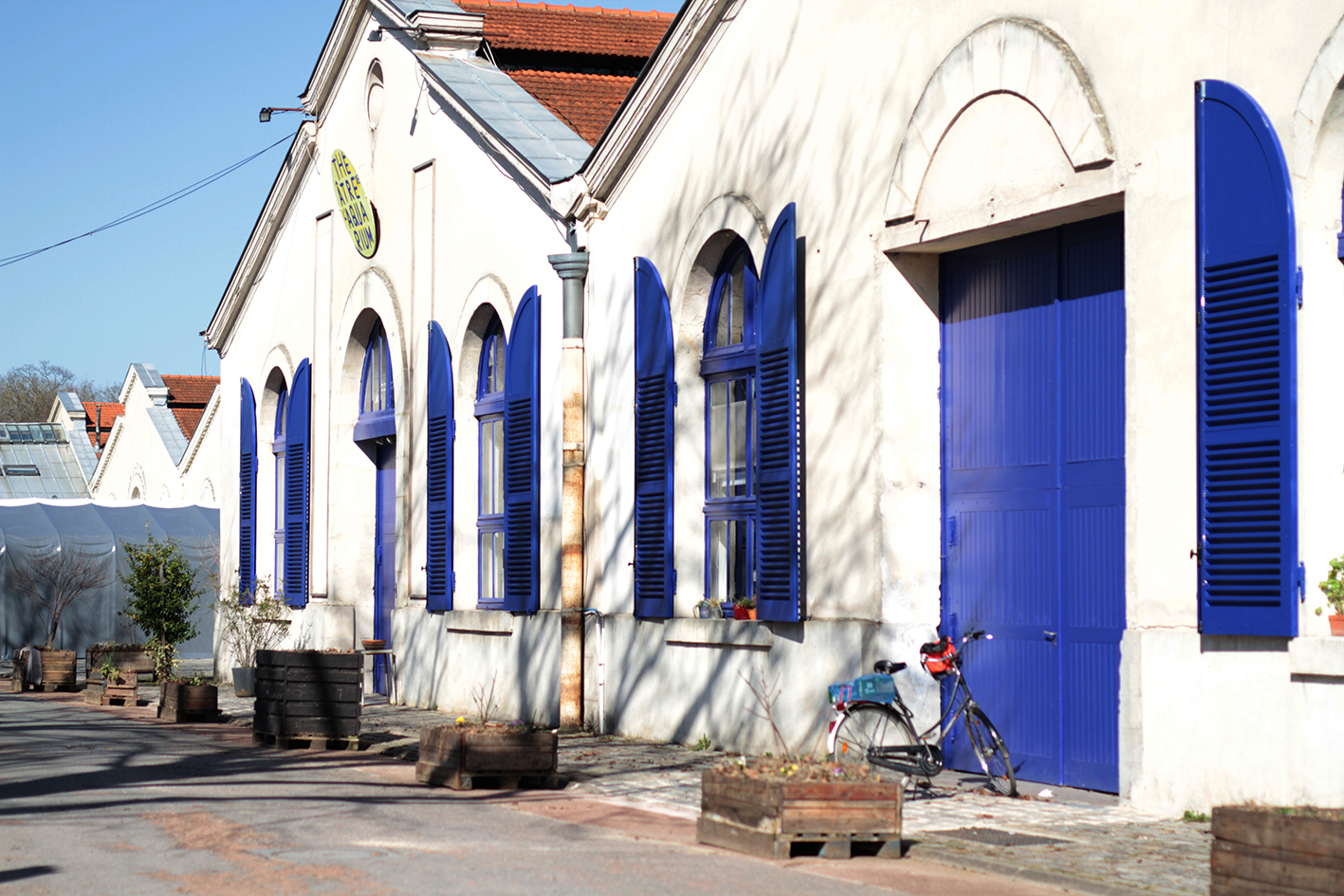
Théâtre de l’Aquarium, 2021

- Jean-Louis Benoît, Didier Bezace und Jacques Nichet
- Julie Brochen (2002–2008) ;
- François Rancillac (2009–2019)
- Marion Bois, Jeanne Candel und Élaine Méric (2019–)

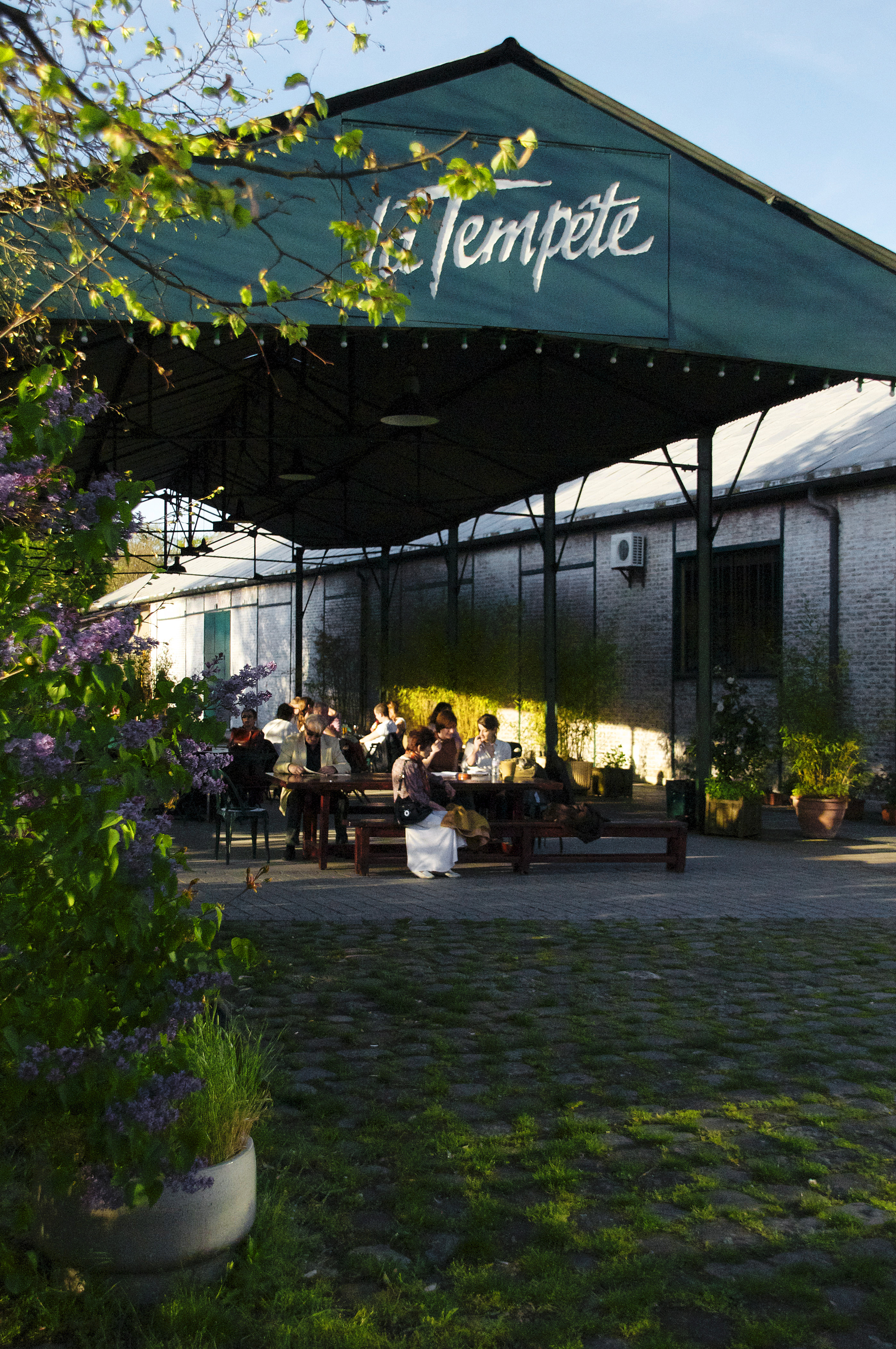
Théâtre de la Tempête, 2013

 Théâtre de la Tempête, Leitung:
Huguette Faget und Jacques Derlon (1973–1996)
Philippe Adrien (1985–2016) 
Clément Poirée (2017–); von 2000 bis 2016 künstlerischer Mitarbeiter von Philippe Adrien.
 Théâtre de l’Épée de Bois, Leitung:
- Antonio Díaz-Florián (1972–)

Théâtre du Soleil, Leitung:
- Ariane Mnouchkine (1964–)

Théâtre du Chaudron, Leitung:

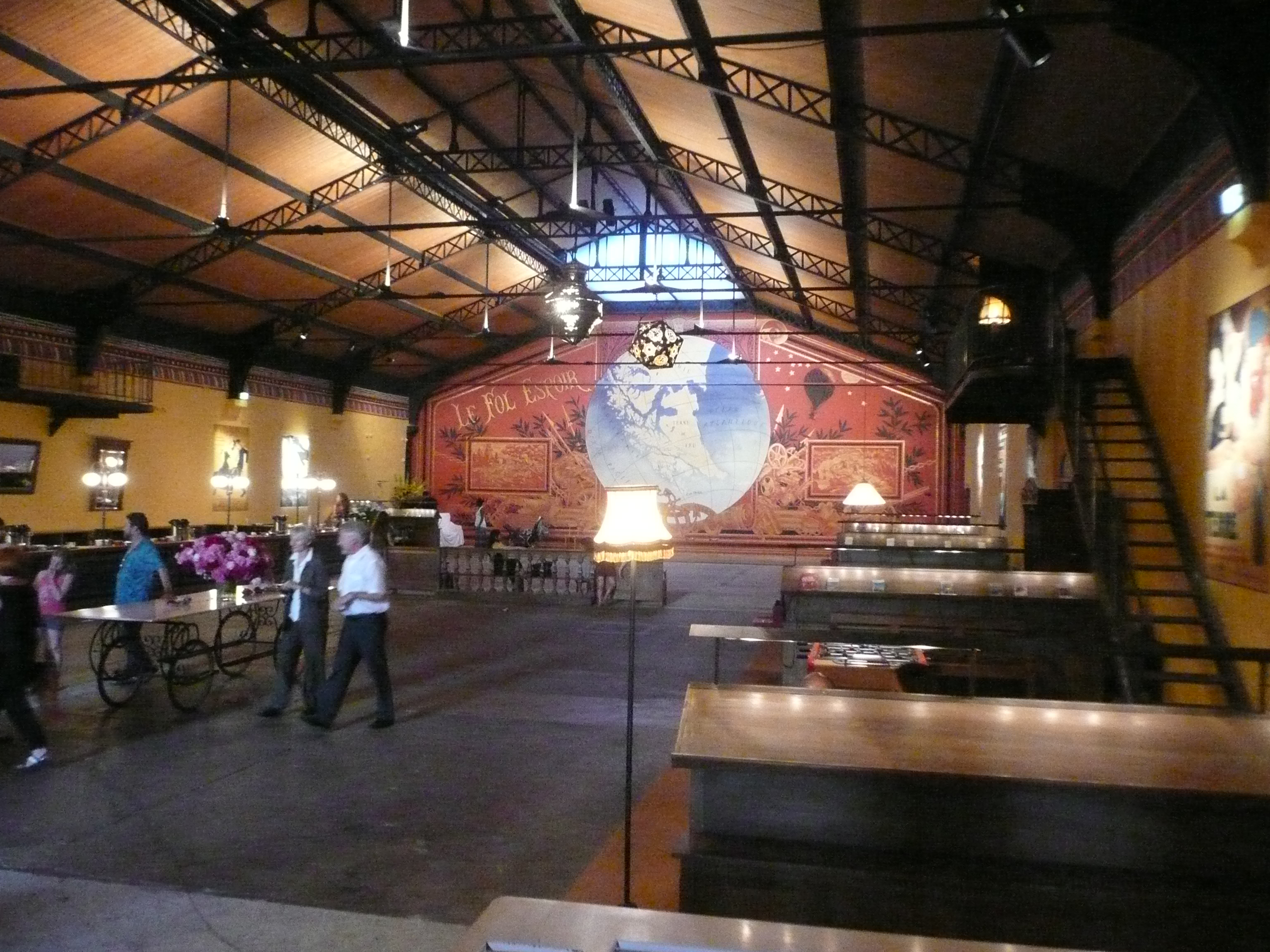
Théâtre du Soleil, Entrée, 2010

- Anne-Marie Choisne (1972–2011); heute das CDC Atelier de Paris Carolyn Carlson, Centre de développement chorégraphique (2011–)